# Šime Đodan
Šime Đodan, hrvaški politik, * 1927, Rodaljice, † 2007, Dubrovnik.
Leta 1991 je bil 15 dni minister za obrambo Republike Hrvaške.